# Le Pays (Burkina Faso)
Pour les articles homonymes, voir Le Pays.
Le Pays est un journal francophone burkinabé, fondé en 1991.

## Présentation
La première édition du quotidien Le Pays est diffusée en octobre 1991, depuis Ouagadougou, capitale du Burkina Faso. Le Pays, journal francophone burkinabé le plus populaire selon l'hebdomadaire français d'information Courrier international, est réputé indépendant du pouvoir politique,,. En 2017, sa rédaction comprend plus de vingt journalistes auxquels sont associés quelques correspondants de presse. Son site web est mis en ligne au milieu des années 2000.
Le Pays publie des analyses politiques au ton mordant, se rapportant aussi bien à l'actualité africaine qu'internationale. Il appartient au groupe de presse du même nom qui possède aussi, depuis 1996, un hebdomadaire consacré aux loisirs et un mensuel consacré aux questions de santé et, depuis mai 2009, une station de radio émettant sur la bande FM : radio Wend-Panga.